# عبد الله بن يحيى الكندي
 عبد الله بن يحيى الكندي  (90 - 130 هـ) قاض وإمام من رؤساء الإباضية في حضرموت. خرج على الدولة الأموية وبويع له بالخلافة. واستولى على صنعاء ومكة بعد حروب. وعظم أمره، وتبعه خلق كثير، ولقبه أتباعه بـ"الإمام طالب الحق". ويعد عبد الله أول أئمة الإباضية في حضرموت.

## نسبه
عبد الله بن يحيى بن عمرو بن شرحبيل بن عمرو بن الأسود بن عبد الله الشيطان بن الحارث الولادة بن عمرو بن معاوية بن الحارث الأكبر بن معاوية بن ثور بن مرتع بن معاوية بن كندة.

## سيرته
كان عبد الله قاضيا لإبراهيم بن جبلة الكندي عامل القاسم بن عمر الثقفي على حضرموت، والقاسم عامل مروان بن محمد على اليمن آخر خلفاء بني أمية، وكانت الدعوة الإباضية سرية حينها فأخذ عبد الله بمراسلة أئمة المذهب (لم يكن مذهبا حينها وكانوا من ضمن الخوارج) في البصرة مثل أبو عبيدة مسلم بن أبي كريمة، وغيرها يشاورهم في الخروج على الدولة الأموية فوافقوه، وشخص إليه أبو حمزة المختار بن عوف الأزدي، وبلخ بن عقبة المسعودي في رجال من الإباضية فحرضوه على الخروج، وكثر جمعه وسمّوه "طالب الحق"، وورد في كتب التراث أن عبد الله قال قبل خروجه:
| عبد الله بن يحيى الكندي | رأيت باليمن جورا ظاهرا، وعسفا شديدا، وسيرة في الناس قبيحة، ما يحل لنا المقام على ما نرى، ولا يسعنا الصبر عليه | عبد الله بن يحيى الكندي |

توجه المختار بن عوف الأزدي إلى اليمن آخذا له البيعة وأختاره الإباضية إمامًا عليهم. واستولى عبد الله على صنعاء سنة 129 هـ وكافة اليمن وحبس إبراهيم بن جبلة والقاسم بن عمر الثقفي يوما وقال لهما :«إنما حبستكما خوفًا عليكما من العامة فأقيما إن شئتما أو إشخصا» ولم يتعرض لهم عبد الله بسوء. وقام بفتح الخزائن وقسم المال على فقراء صنعاء ولم يأخذ منه شيئا. وسيطر عبد الله على الحجاز بعد معركة قديد وجعل عليها المختار بن عوف الأزدي. وبسط الإباضية سيطرتهم على حضرموت واليمن والحجاز حتى سيّر إليهم مروان بن محمد جيشًا كبيرًا، وكانت أولى المعارك في وادي القرى ناحية العلا قُتل فيها بلخ بن عقبة الأزدي فخرج المختار بن عوف من مكة، ودارت بينهما معركة خلصتها من قبضة الإباضية، وقُتل عبد الله على مقربة من صنعاء عام 130 هـ.